# 윈도우 1.0
윈도우 1.0(Windows 1.0)은 마이크로소프트가 개발한 16비트의 그래픽 운영 환경으로 1985년 11월 20일에 출시되었다. 윈도우 1.0은 마이크로소프트가 PC 플랫폼에서의 멀티 태스킹 그래픽 사용자 인터페이스에 기반을 둔 운영 환경을 처음으로 시도한 것이기도 하다. 하지만 MS-DOS 기반이기 때문에 운영 체제라고 보기는 어렵고, 일종의 소프트웨어에 더 가깝다.
인터페이스는 이후 버전과는 엄청난 차이가 난다. 멀티태스킹 환경을 지원하기는 하지만, 창을 겹쳐 넣거나, 화면 창 최대화가 불가능했다. 윈도우의 첫 버전은 MS-DOS Executive로 알려진 셸 프로그램을 실행시켰다. 또한, 계산기, 달력, 클립보드 표시기, 시계, 카드파일, 제어판, 메모장, 그림판, 리버시, 터미널, 라이트(Write), 그리고 명령 프롬프트가 포함되어 제공되었다. 윈도우 1.0의 후속 버전은 윈도우 2.0이다.
사실 처음 버전은 공식적으로 1.01이었는데 마이크로소프트 가상 머신 기술팀의 벤자민 암스트롱(Benjamin Armstrong)은 2004년 윈도우 1.0에 관해 이야기하면서 이렇게 말하기도 했다.
| “ | 몇몇 사람들은 윈도우 1.0이 실제로 발매되지 않는다는 사실을 알고 있었다. 윈도우 1.0은 1983년 컴덱스에서 발표한 윈도우 버전이었다. 마이크로소프트가 마침내 -몇몇 작은 버그 수정을 거친- 윈도우 1.01을 일반에게 출시할 때까지 14개월 정도 걸렸던 것 같다. | ” |

## 이후

### 버전
1986년 5월에 발표한 버전 1.02에는 여러 나라의 언어에 대한 지원이 있었으며, 유럽의 몇몇 언어판이 있었다.
1986년 8월에 발표한 버전 1.03은 미국에서만 발표되었다. 그러나 전 세계 발매를 염두에 두고, 유럽에서 사용하는 키보드 및 추가적인 화면 및 프린터 드라이버를 포함하였다.
1987년 4월에서 발표한 버전 1.04에서는 새로운 IBM PS/2 컴퓨터의 VGA 그래픽 어댑터를 위한 지원이 추가되었다.

### 2.0의 출시와 지원 종료
1987년 12월 9일, 윈도우 2.0이 출시되면서 윈도우 1.0의 시대가 끝났고, 2001년 12월 31일부터 윈도우 2.0, 윈도우 2.1x, 윈도우 3.0, 윈도우 3.1x, 윈도우 NT 3.1, 윈도우 NT 3.5, 윈도우 NT 3.51, 윈도우 95, 인터넷 익스플로러 1, 2와 동시에 지원이 완전히 종료되었다.

## 사양
- MS-DOS 버전 2.0 ~ 5.0
- 2개의 5.25인치 양면 플로피 디스크 드라이브 또는 하드 디스크
- 320 KB 이상의 RAM
- 그래픽 어댑터 카드

## 기타
윈도우 1.0은 전체적으로 애플의 맥OS와 매우 유사했다. 이유는 마이크로소프트가 매킨토시용 소프트웨어를 업그레이드해주는 대신 맥OS 디자인을 일부 차용할 수 있는 라이선스 계약을 애플과 맺었기 때문이다.

### 라이선스 계약의 성립
사실 윈도우 1.0을 개발할 때 마이크로소프트가 초기 매킨토시 소프트웨어 개발에 깊이 관여하고 있었고, 매킨토시용 소프트웨어를 업그레이드해주는 대신 맥OS 디자인을 일부 차용할 수 있는 라이선스 계약을 애플과 맺고 있었다. 당시 계약서는 애매한 표현으로 작성됐는데, 이 치명적인 실수로 인해 애플은 나중에 마이크로소프트사가 윈도우 2.0과 윈도우 3.0을 출시하자 뼈아픈 후회를 하게 된다.

## 같이 보기
- 도스 셸
- 윈도우 2.0